# 加利福尼亞號戰艦
加利福尼亞號戰艦（USS California BB-44）是一艘隸屬於美國海軍的戰艦，為田納西級戰艦的二號艦。她是美軍第五艘以加利福尼亞州為名的軍艦。
加利福尼亞號在1916年於馬爾島海軍造船廠（Mare Island Naval Shipyard）建造，於1919年下水，在1921年服役。接著加利福尼亞號以訓練為主，並參與多次艦隊解難演習（Fleet Problems）。1941年日本海軍偷襲珍珠港，加利福尼亞號遭到日軍飛機重創，在數日後坐沉港內。1942年加利福尼亞號被重新打撈，然後返回美國本土維修，同時進行現代化改建。改建後加利福尼亞號先後參與馬里亞納群島及帛琉戰事及雷伊泰灣海戰，並在仁牙因灣戰役中遭神風特攻隊自殺飛機擊中，而要返國維修。1945年加利福尼亞號短暫參與了沖繩戰役期間，然後轉到中國東海協助掃雷作業。戰後加利福尼亞號參與盟軍佔領日本，然後返國待命。1947年加利福尼亞號退役，並在1959年除籍出售拆解。
加利福尼亞號在二戰共獲得七枚戰鬥之星。

### 引用
1. ↑  Friedman 1985，第443-444頁田納西級配置，數據僅以設計及建造時為準。
2. ↑  .   [2012-07-19]. （原始内容存档于2012-05-09）.